# Volleybal Combinatie Veenendaal
Volleybal Combinatie Veenendaal (VCV) is een Nederlandse volleybalvereniging uit Veenendaal.
De club werd opgericht in Veenendaal in september 1959 als fusie tussen Sport en Vriendschap (S&V) en de Veenendaalse Volleybal Vereniging (V.V.V.). Beide fusieclubs waren op 1 augustus 1951 opgericht. De nieuwe vereniging ging onder de naam  Panters en Recter spelen waarbij de oude clubs een eigen identiteit qua clubkleuren behielden. In 1980 werd tot één groen-wit tenue besloten en ging de club als Volleybal Combinatie Veenendaal (VCV) verder.  In 2013 is de kleurencombinatie veranderd naar rood-zwart.
In 2016 werd het eerste herenteam ondergebracht in een stichting topvolleybal en nam de naam Vallei Volleybal Prins (VVP) aan. In hetzelfde jaar verhuisde het team van Veenendaal naar Ede. Na degradatie en een faillissement van de stichting is het team weer ondergebracht bij VCV. Het eerste herenteam speelde vanaf seizoen 2010/11 t/m 2017/2018 in de Eredivisie.
Eerste Divisie A:
Prima Donna Kaas Huizen ·
Sudosa-Desto ·
Axell Claims / Sovoco ·
VC Sneek ·
EVV Bultman-Hartholt ·
HHB Coaching/CSV ·
FOOX Olhaco ·
De Hofnar-Bovo ·
Rabobank Orion Volleybal Doetinchem 2 ·
VoCASA 2 ·
Apollo 8 ·
Focus4U Woudenberg

Eerste Divisie B:
EMD-Tooling ·
NVC ·
VELO ·
Compaen ·
Skunk ·
Inter Rijswijk 2 ·
HLB Van Daal/DS 2 ·
Sliedrecht Sport 2 ·
Banierhuis Taurus 2 ·
VV Utrecht ·
MKB Accountants/VCV ·
VV Zaanstad 2